# جیمز آرتون مالکوم
جیمز آرتون مالکوم ( انگلیسی: James Aratoon Malcolm؛ زادهٔ ۱۸۶۸ - درگذشته ؟؟) سرمایه‌گذار، تاجر اسلحه و روزنامه‌نگار اهل ارمنی-ایرانی - بریتانیایی بود.

## زندگی‌نامه
در ۱۸۶۸ در بوشهر به دنیا آمد. از فارغ‌التحصیل شد. در اوایل ۱۹۱۶ توسط گوورگ پنجم ارمنستان به عنوان یکی از پنج عضو هیئت نمایندگی ملی ارمنستان برای هدایت مذاکرات در طول جنگ و بعد از جنگ و نماینده مؤثر در لندن منصوب شد (چهار عضو دیگر همگی در پاریس مستقر بودند). در سال ۱۹۴۸ نشان امپراتوری بریتانیا به وی اعطا گردید.